# Friedenseiche (Deggendorf)

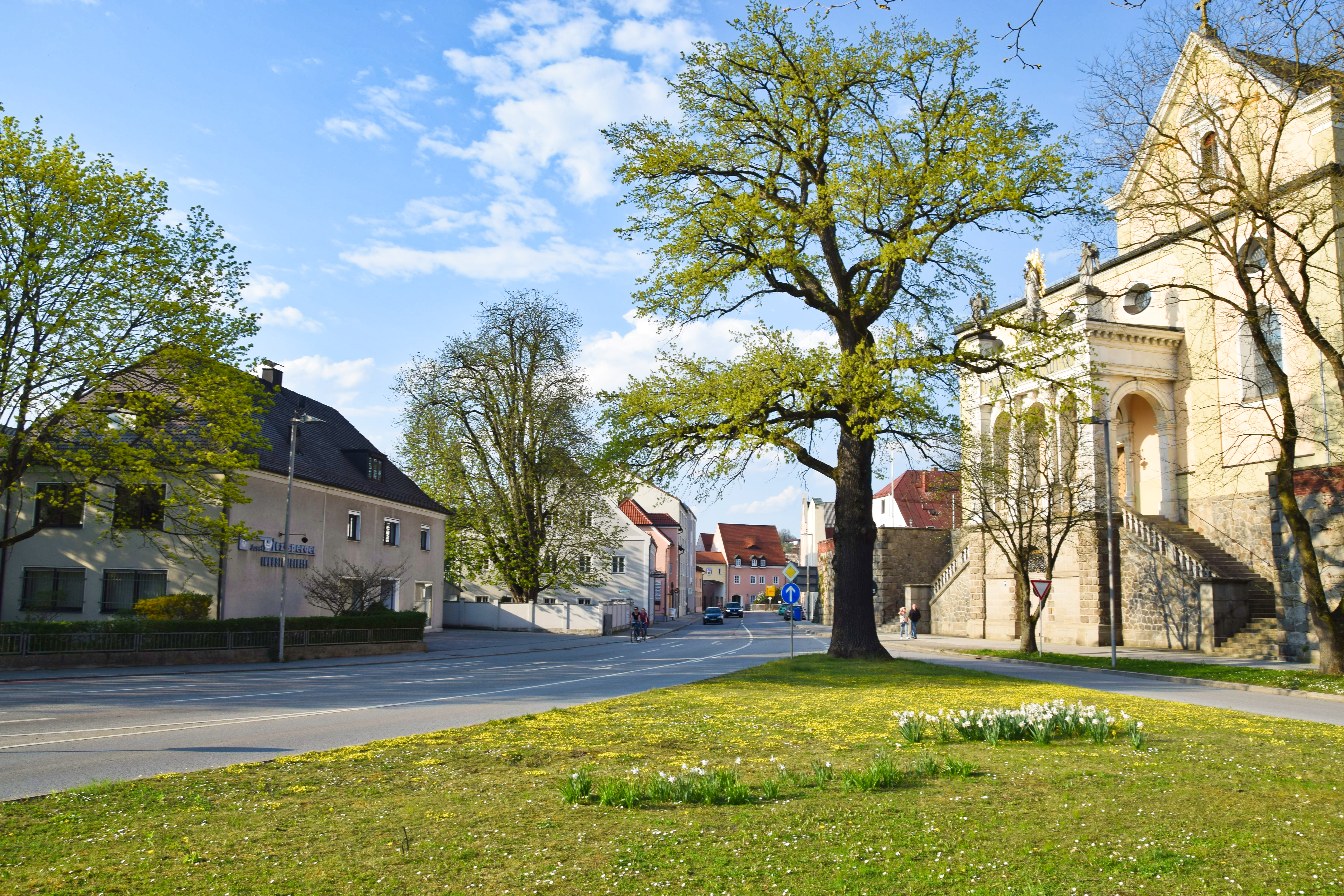
Friedenseiche Deggendorf

Die Friedenseiche in Deggendorf befindet sich auf einer kleinen Grünfläche zwischen einer Straßenkreuzung und der Pfarrkirche Mariä Himmelfahrt. Gepflanzt wurde sie im Jahre 1871 nach Ende des Deutsch-Französischen Krieges während eines zweitägigen Friedensfestes. Am 30. Januar 2022 betrug der Stammumfang 3,58 Meter, gemessen in 1,30 Meter Höhe. 
Anlässlich des 150. Jahrestages wurde unweit der Friedenseiche eine Gedenktafel an einem Granitstein befestigt. Bei dieser Gelegenheit wurden auch die letzten rund 100 Meter der Hengersberger Straße umbenannt in „An der Friedenseiche“.